# Daniel Richter (Fußballspieler)
Daniel Richter (* 8. April 2008 in Halle (Westf.)) ist ein deutscher Fußballspieler.

## Werdegang

### Verein
Der Linksaußen begann seine Karriere beim Amateurverein SC Halle und wechselte später in die Jugendabteilung von Arminia Bielefeld. Für die Arminia spielte er ab 2022 in der B-Junioren-Bundesliga und gewann mit seiner Mannschaft in der Saison 2022/23 die deutsche Meisterschaft, kam aber in der Endrunde nicht zum Einsatz. Obwohl noch für die B-Junioren spielberechtigt, kam er bereits ab der Saison 2023/24 in der Bielefelder U-19 zum Einsatz. Am 2. März 2025 feierte Richter sein Profidebüt, als er beim Drittligaspiel der Arminia gegen den VfB Stuttgart II in der 82. Minute für Julian Kania eingewechselt wurde. Mit 16 Jahren, zehn Monaten und 22 Tagen wurde Richter damit zum jüngsten eingesetzten Spieler in Bielefelds Drittligageschichte.

### International
Am 17. November 2024 gab Richter sein Debüt in der deutschen U-17-Auswahl beim 2:2 gegen die Niederlande. Beim 2:2 brachte Richter die deutsche Mannschaft mit 1:0 in Führung.

## Erfolge
- Deutscher Meister der B-Junioren: 2023